# Campanario Cristo Rey
El Campanario Cristo Rey (localmente conocido como Campaneyan Kristo Rai y en inglés: Catholic Belltower, literalmente "campanario católico") es una torre histórica de una iglesia en Garapan, el pueblo más grande en la isla de Saipán en las Islas Marianas del Norte una dependencia de Estados Unidos en el Océano Pacífico. Construido en 1932, es el único elemento prominente histórico que sobrevive de la iglesia católica tras los bombardeos en la Segunda Guerra Mundial. La torre, una estructura de hormigón de 3 metros (9,8 pies) cuadrados y 10 metros (33 pies) de altura, fue construida por los jesuitas españoles traídos por la administración del Mandato del Pacífico Sur de Japón, y se puso al lado de una iglesia de 1860 con una estructura de madera.
La torre fue incluida en el Registro Nacional de Lugares Históricos en 1984.